# Wahlenbergia marginata
Wahlenbergia marginata là loài thực vật có hoa trong họ Hoa chuông. Loài này được Carl Peter Thunberg miêu tả khoa học đầu tiên năm 1784 dưới danh pháp Campanula marginata. Năm 1830 Alphonse Louis Pierre Pyramus de Candolle chuyển nó sang chi Wahlenbergia.